# Charles Huntziger

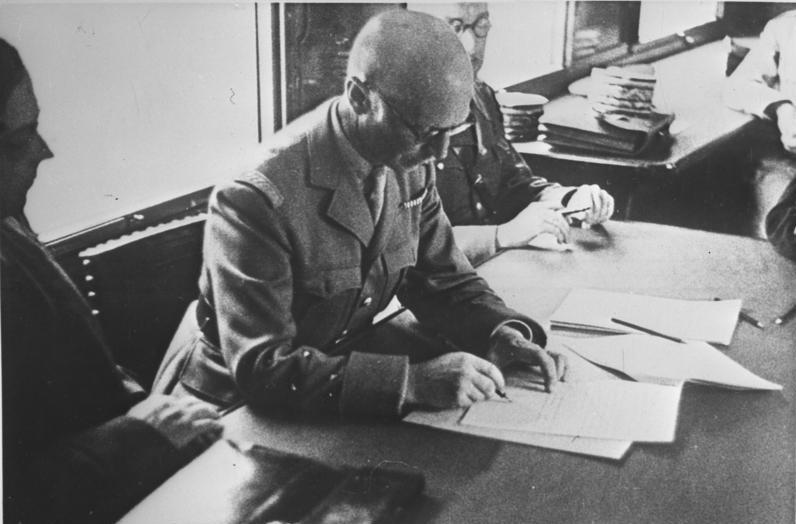
Charles Huntzinger undertecknar vapenstilleståndet den 22 juni 1940.

Charles Huntziger, född den 25 juni 1880 i Lesneven, Finistère, död den 12 november 1941 nära Le Vigan, Gard i en flygolycka, var en fransk general.

## Biografi
Huntziger fullbordade 1900 sin officersutbildning vid Saint-Cyr för att sedan ta tjänst i kolonialinfanteriet. Under första världskriget tjänstgjorde han i krigföringen mot Osmanska riket. Han var stabschef i den allierade expeditionsstyrkan. 1918 deltog han i utvecklingen av generalmajor Louis Franchet d'Espéreys (Marskalk av Frankrike) offensiv mot tyska och bulgariska styrkor som skulle leda till allierad seger och undertecknandet av vapenstilleståndet i Mudros i oktober 1918. 
Huntziger var från den 17 februari 1934 till den 19 juli 1938 högste befälhavare för de franska trupperna i Levanten och deltog i förhandlingarna kring Turkiets återinförlivande av Sanjaken i Alexandretta, som då var del av Franska mandatet i Syrien. Han var medlem av högsta krigsrådet (membre de Conseil Supérieur de la Guerre) från den 17 maj 1938 till den 2 september 1939.
Under andra världskriget var Huntziger från 2 september 1939 befälhavare för den franska andra armén och under slaget om Frankrike var han 5–25 juni 1940 även befälhavare för fjärde armégruppen i Ardennerna. Philippe Pétain anförtrodde honom att leda vapenstilleståndsförhandlingarna med Tredje riket och Italien. Huntziger ledde den franska delegation som undertecknade vapenstilleståndet i Compiègne den 22 juni 1940 och i Olgiata utanför Rom två dagar senare.
Efter vapenstilleståndet blev Huntziger den 6 september 1940 krigsminister i Vichyregimen och var från den 11 augusti 1941 även överbefälhavare för markstyrkorna. Han undertecknade den antisemitiska förordningen om judar den 3 oktober 1940 (nio judiska generaler uteslöts från armén) tillsammans med Philippe Pétain, Pierre Laval, Raphaël Alibert, Marcel Peyrouton, Paul Baudouin, Yves Bouthillier och François Darlan. 
Huntziger dog i en flygolycka efter en militärinspektion den 12 november 1941.

## Befordringar
- Brigadgeneral: 7 december 1928
- Generalmajor: 20 mars 1933
- Generallöjtnant: 13 mars 1933
- General: 17 maj 1938